# Aulnay-l'Aître
Aulnay-l'Aître är en kommun i departementet Marne i regionen Grand Est (tidigare regionen Champagne-Ardenne) i nordöstra Frankrike. Kommunen ligger i kantonen Vitry-le-François-Est som tillhör arrondissementet Vitry-le-François. År 2022 hade Aulnay-l'Aître 176 invånare.

## Befolkningsutveckling
Antalet invånare i kommunen Aulnay-l'Aître
| Referens: INSEE |